# Amphineurus bicinctus
Amphineurus bicinctus là một loài ruồi trong họ Limoniidae. Chúng phân bố ở miền Australasia.